# Revolt (album)
Revolt – kaseta zespołu Proletaryat wydana pierwotnie w 1989 przez wytwórnię RIT. Reedycja materiału na CD została zrealizowana w 2003 jako REVOLT (Special Edition 2003), uzupełniona dodatkowymi utworami.

## Lista utworów
1. "Do dna" – 1:58
2. "Zostanę żołnierzem" – 2:44
3. "Here We Go (By Sex Pistols)" – 3:49
4. "Idzie nowe" – 3:52
5. "Na rogu ulic" – 4:26
6. "Gdy umierają Bogowie" – 2:06
7. "Proletaryat" – 4:12
8. "Red Rain" – 2:52
9. "Tutaj" – 4:18
10. "Naprzód rodacy " – 2:03

CD (Revolt Independent Tapes 2003):
1. "+" – 3:40
2. "DESER" – 31:35

## Skład
- Tomasz Olejnik – wokal
- Jarosław Siemienowicz – gitara
- Dariusz Kacprzak – gitara basowa
- Zbigniew Marczyński – perkusja
- Robert Hajduk – perkusja (12)